# Dörzbach

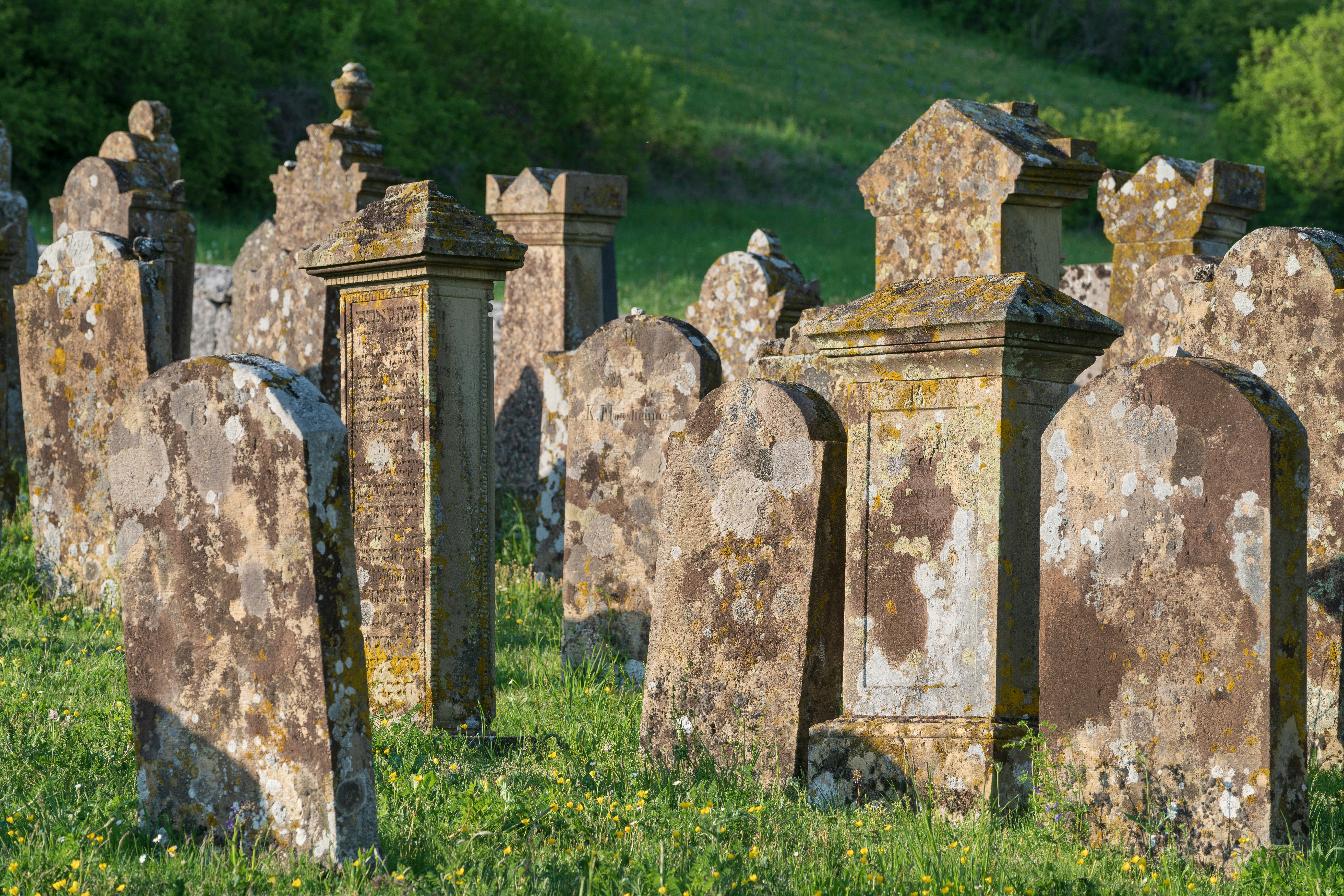
Dans le Jüdischer Friedhof Hohebach près de Dörzbach. Mai 2019.

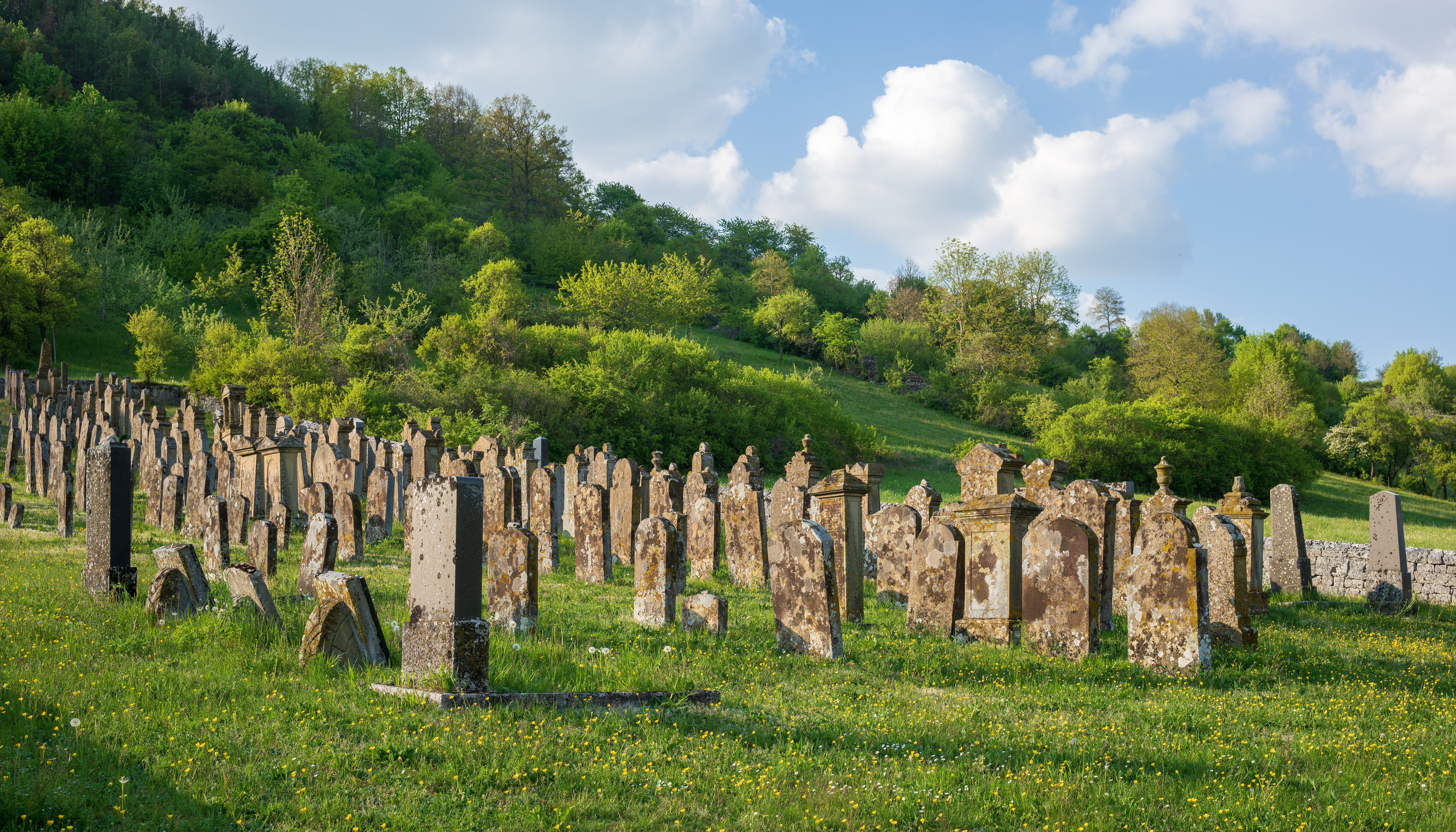
Le cimetière juif à Dörzbach. Mai 2019.

Dörzbach est une commune de Bade-Wurtemberg (Allemagne), située dans l'arrondissement de Hohenlohe, dans la région de Heilbronn-Franconie, dans le district de Stuttgart.

## Personnalités liées à la ville
- Carl Cranz (1858-1945), mathématicien né à Hohebach.
- Richard Ruoff (1883-1967), général né à Meßbach.